# Robert S. Ingersoll

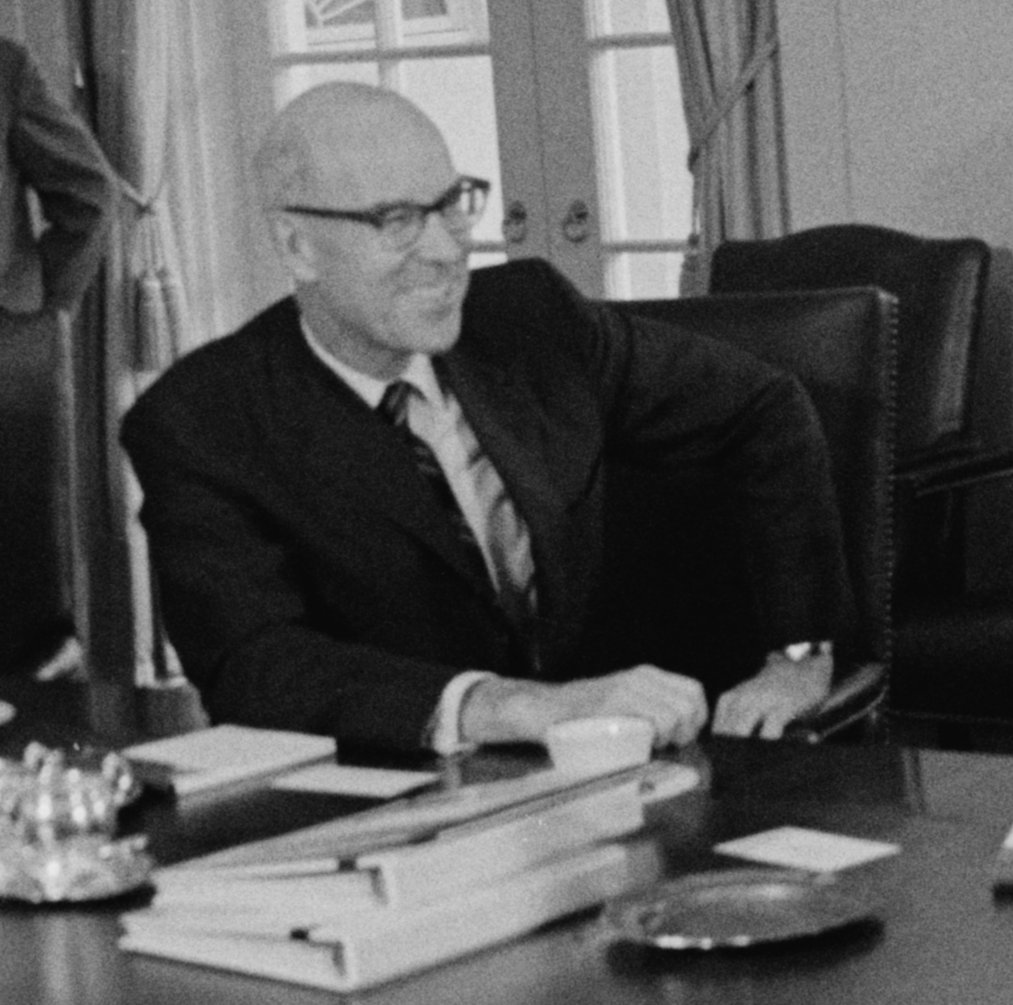
Robert S. Ingersoll

Robert Stephen Ingersoll (* 28. Januar 1914 in Galesburg, Knox County, Illinois; † 22. August 2010 in Evanston, Illinois) war ein US-amerikanischer Politiker und Diplomat.

## Leben
Ingersoll machte 1937 seinen Abschluss an der Yale University. Danach schlug er eine berufliche Laufbahn als Geschäftsmann ein; unter anderem war er Vorsitzender und CEO der BorgWarner Corporation in Chicago sowie Direktor der First National Bank of Chicago.
Unter der Präsidentschaft von Richard Nixon trat Ingersoll in den diplomatischen Dienst ein. Von 1972 bis 1973 amtierte er als Botschafter der Vereinigten Staaten in Japan, im Anschluss arbeitete er bis 1974 als Staatssekretär für Ostasien- und Pazifik-Angelegenheiten (Assistant Secretary of State for East Asian and Pacific Affairs) im US-Außenministerium. 1974 wurde er schließlich Vizeaußenminister, was er auch unter Präsident Gerald Ford blieb.
Nachdem er 1976 aus diesem Amt ausgeschieden war, trat Ingersoll dem Leitungsgremium (Board of Trustees) der University of Chicago bei, dem er bis 1981 angehörte. Danach kehrte er in die Wirtschaft zurück und wurde unter anderem Vorsitzender der Panasonic Foundation sowie Vizepräsident der US-Handelskammer. 1988 wurde er in die American Academy of Arts and Sciences gewählt.